# Tarqui (Azuay)

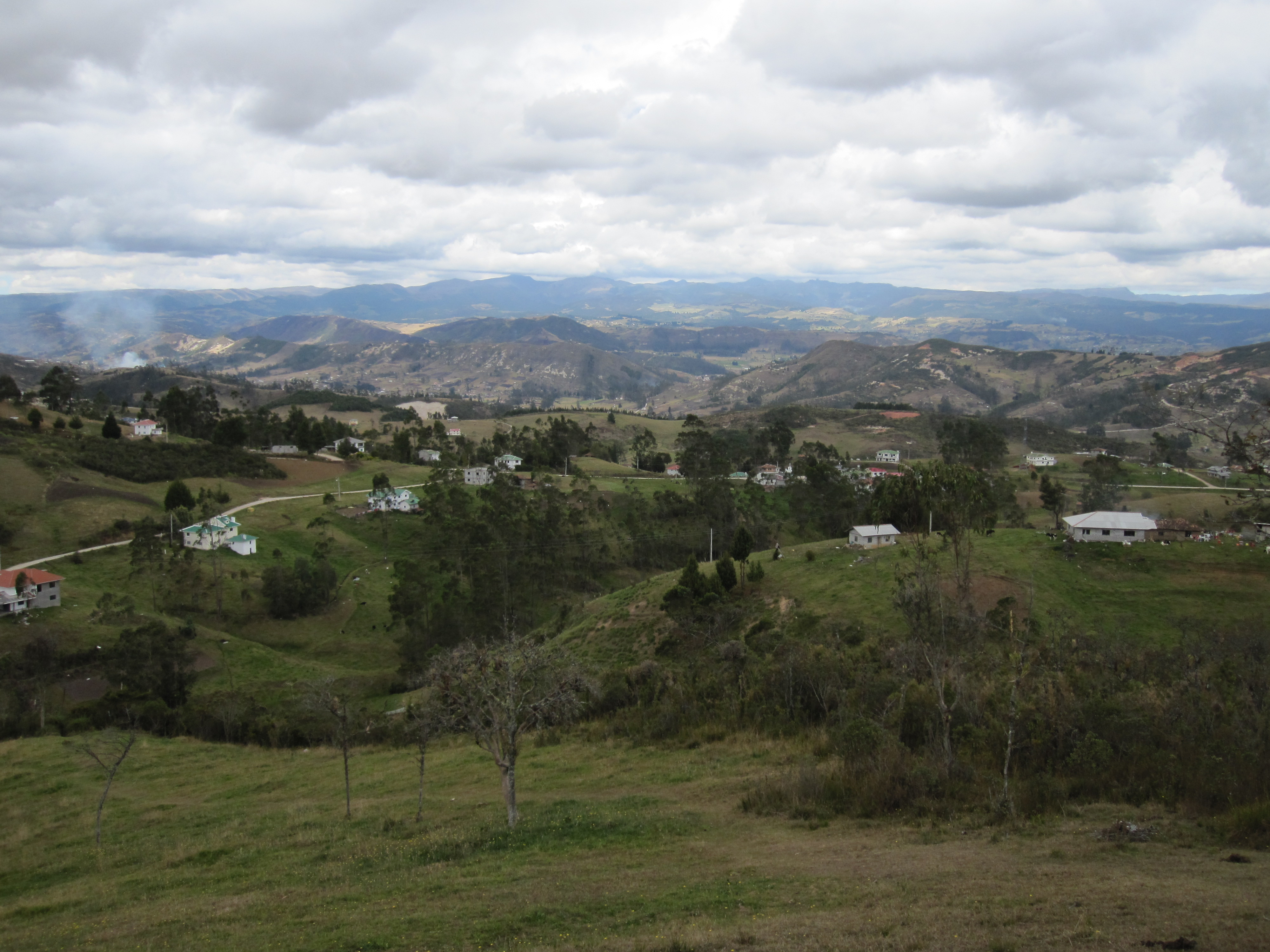
Landschaft bei Parcoloma

Tarqui ist eine Ortschaft und eine Parroquia rural („ländliches Kirchspiel“) im Kanton Cuenca der ecuadorianischen Provinz Azuay. Die Parroquia besitzt eine Fläche von 137,9 km². Die Einwohnerzahl betrug im Jahr 2010 10.490. Die Parroquia wurde am 18. Oktober 1915 gegründet.

## Lage
Die Parroquia Tarqui liegt in den Anden im Süden des Kantons Cuenca. Es besitzt eine Längsausdehnung in Ost-West-Richtung von 24 km sowie eine maximale Breite von 9 km. Der Río Tarqui durchquert das Areal in nördlicher Richtung und entwässert es dabei. Dessen linker Nebenfluss Río Shucay begrenzt das Verwaltungsgebiet im Nordwesten. Das Verwaltungszentrum Tarqui liegt etwa 13 km südsüdwestlich vom Stadtzentrum von Cuenca auf einer Höhe von etwa 2620 m. Die Fernstraße E35 (Cuenca–Loja) führt durch das Verwaltungsgebiet und an dessen Hauptort vorbei.
Die Parroquia Tarqui grenzt im Osten an die Parroquia Quingeo, im Südosten an die Parroquia Cumbe, im Süden an die Parroquia Victoria del Portete, im Nordwesten an die Parroquia Baños, im zentralen Norden an die Parroquia Turi sowie im Nordosten an die Parroquia El Valle.

## Orte und Siedlungen
Es gibt insgesamt 26 Comunidades in der Parroquia: Acchayacu, Atucloma, Bellavista, Centro Parroquial, Chaullayacu, Chiilca Totora, Chilcachapar, Cotapamba, El Verde, Frances Urco, Gulagpugro, Gullanzhapa, Las Americas, Manzanapamba, Morascalle, Parcoloma, Rosa de Oro, San Francisco de Totorillas, San Pedro de Yunga, Santa Lucrecia, Santa Rosa, Santa Teresita, Tañiloma, Tutupali Chico, Tutupali Grande und Zhucay. Der Hauptort besteht aus 2 Barrios.